# Neogadora nitens
Neogadora nitens är en insektsart som beskrevs av Ronald Gordon Fennah 1969. Neogadora nitens ingår i släktet Neogadora och familjen sporrstritar. Inga underarter finns listade i Catalogue of Life.